# Cladonia novochlorophaea
Cladonia novochlorophaea är en lavart som först beskrevs av Sipman, och fick sitt nu gällande namn av Brodo & Ahti. Cladonia novochlorophaea ingår i släktet Cladonia och familjen Cladoniaceae.  Arten är reproducerande i Sverige. Inga underarter finns listade i Catalogue of Life.